# República Popular do Peru

Bandeira do PCP-SL

A República Popular de Nova Democracia ou República Popular do Peru  foi um projeto de Estado proposto pelo Partido Comunista do Peru (Sendero Luminoso) para substituir o Estado peruano. O objetivo da República Popular de Nova Democracia era estabelecer um Estado socialista de natureza marxista "rumo à meta final do comunismo".
O líder da República Popular da Nova Democracia seria Abimael Guzmán, conhecido como "Presidente Gonzalo", que também era o líder do Partido e da sua Comissão Militar.

## História

### Origem
O projeto começou a ser formalizado em 1983, quando o Sendero Luminoso realizou o seu “Comitê Central Ampliado” onde foi estabelecida a formação de um comitê organizador da República Popular da Nova Democracia.  De acordo com os documentos do Sendero Luminoso coletados pela Comissão da Verdade e Reconciliação:
| “ | A partir daí temos acompanhado a luta entre o restabelecimento do antigo Poder pelo inimigo e o contra-estabelecimento do novo Poder, aplicando defesa, desenvolvimento e construção. Assim, o novo Poder desenvolve-se através do banho de sangue, os Comités Populares temperam-se no duro combate contra o inimigo, regando-se com o sangue das massas camponesas, dos combatentes e dos militantes. | ” |

### Os três instrumentos da Revolução
Para o Sendero Luminoso, a construção da República Popular da Nova Democracia foi alcançada através dos “três instrumentos da Revolução”: “O Partido, que é a principal forma de organização, o exército, e a Frente, que é o terceiro instrumento. Todos estes três instrumentos são para tomar o poder.

## Aplicação nos territórios ocupados

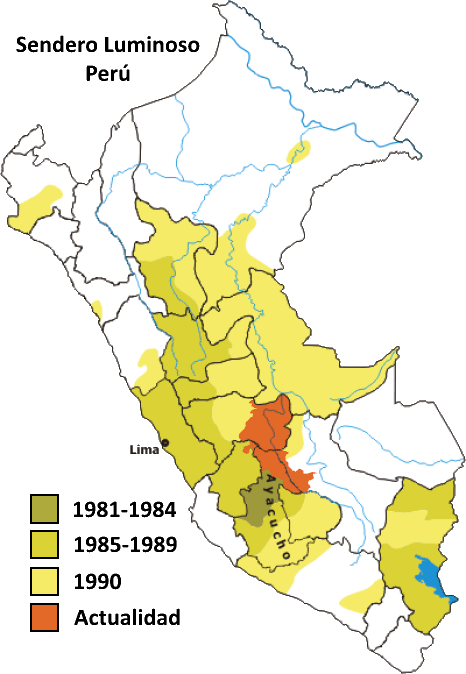
Extensão territorial do Exercito Popular

Enquanto as ações do Sendero Luminoso estavam em andamento, a República Popular da Nova Democracia era considerada “em formação”.  As autoridades das chamadas "zonas libertadas" (ocupadas pelo Sendero Luminoso) foram substituídas por "comitês populares" e assassinadas pelos membros do Sendero Luminoso ou forçadas a renunciar sob ameaças de morte. Os “comitês populares” de uma área formavam uma base de apoio e o grupo destes formou a “República Popular da Nova Democracia em formação”.
Embora no início os moradores das "zonas libertadas" tenham visto o projeto com simpatia, logo começaram a surgir divergências:
| “ | Eles se comportaram, a princípio, maravilhosamente bem, mas acho que nem três meses depois começaram a nos segurar e não podíamos nem nos movimentar, nem mesmo ir a Aiacucho, ou a Vinchos, ou visitar nossa família. Eles também não queriam que eles viessem de outros lugares. Tudo isso impossibilita a vida de um, nós agricultores somos livres e vamos a qualquer lugar e é isso que prejudica os outros. | ” |

O crescente autoritarismo dos Senderistas provocaria rebeliões contra o controle do Partido.  Revoltas ocorreram em Sacsamarca, Huanca Sancos e Lucanamarca, onde membros da comunidade mataram os líderes locais do Sendero Luminoso.  Estas revoltas provocaram respostas violentas dos senderistas contra os moradores.  Por outro lado, a formação de comitês de autodefesa e o envio de forças armadas fortaleceram o controle dos senderistas sobre a população sob seu controle.
Embora tenha sido projetado que entre 1998 e 1999 a "República Popular da Nova Democracia" estaria consolidada com a conquista do poder, após a captura de Abimael Guzmán a construção da República Popular da Nova Democracia entraria em colapso

## Ver Também
- Conflito armado no Peru